# Châtillon-en-Diois (Châtillon-en-Diois)
Châtillon-en-Diois ist eine Ortschaft und eine ehemalige französische Gemeinde mit 545 Einwohnern (Stand: 1. Januar 2022) im Département Drôme in der Region Auvergne-Rhône-Alpes. Sie gehörte zum Arrondissement Die und zum Kanton Le Diois.
Mit Wirkung vom 1. Januar 2019 wurden die früheren Gemeinden Châtillon-en-Diois und Treschenu-Creyers zur namensgleichen Commune nouvelle Châtillon-en-Diois zusammengeschlossen und haben dort den Status einer Commune déléguée. Der Verwaltungssitz befindet sich im Ort Châtillon-en-Diois.

## Lage
Nachbarorte sind Laval-d’Aix im Nordwesten, Treschenu-Creyers im Nordosten, Boulc im Südosten, Menglon im Süden und Saint-Roman im Südwesten.

## Bevölkerungsentwicklung
| Jahr      | 1962 | 1968 | 1975 | 1982 | 1990 | 1999 | 2008 | 2015 |
| --------- | ---- | ---- | ---- | ---- | ---- | ---- | ---- | ---- |
| Einwohner | 608  | 563  | 505  | 562  | 545  | 523  | 566  | 555  |